# مضاد مستقبلات الهستامين 2
ضادات أو حاصرات مستقبل هستامين 2 (بالإنجليزية: H2 antagonist)‏ هي مجموعة من الأدوية تستقبل لتضد مفعول الهستامين الموجودة على الخلايا الجدارية في المعدة (بالتحديد مفعوله على مستقبل هستامين 2) مما يؤدي إلى تقليل إفراز الحمض من هذه الخلايا. تستخدم حاصرات مستقبل هستامين 2 في علاج عسر الهضم لكن استخدامها انحسر بسبب استخدام مثبطات مضخة البروتون الأكثر فعالية.
يعد سيميتيدين أول دواء اكتشف من هذه المجموعة، وهو نموذجها، اكتشفه جيمس بلاك بالتعاون مع شركة سميث وكلاين وفرنتش (غلاسكو سميث كلاين حاليا)، حيث اكتشف أواسط عقد ستينات القرن العشرين، وسوق تحت اسم تجاري هو تاغاميت عام 1976 وكان أول دواء في التاريخ تتجاوز مبيعاته المليار دولار في عام واحد. وباستخدام العلاقة الكمية للهيكل والفاعلية اكتشفت أدوية جديدة مثل رانيتدين الأقل تفاعلات دوائية ضائرة وتداخلات دوائية وأكثر فاعلية.

## الاستخدامات
تستخدم حاصرات مستقبل هستامين 2 في أمراض الجهاز الهضمي المتعلقة بالحمض، وتشمل:
- القرحة الهضمية
- مرض ارتجاع المريء
- عسر الهضم
- قرحة الكرب

## أدوية المجموعة
هذه أمثلة على أدوية المجموعة:
| فاموتيدين  | سيميتيدين | لافوتيدين |
| ---------- | --------- | --------- |
|            |           |           |
| روكساتيدين | نيزاتيدين | رانيتيدين |
|            |           |           |

### أمثلة أخرى لم تستخدم أو سحبت من الأسواق
| إبروتيدين  | لوبيتيدين  | لوكستيدين  |
| ---------- | ---------- | ---------- |
|            |            |            |
| نيبروتيدين | زولانتيدين | أوكسمتيدين |
|            |            |            |

ومن الأدوية الأخرى التي لم تستخدم ولها تأثير حاصر لمستقبلات هيستامين 2:
- بوريماميد
- ميتياميد
- فانيتيزول